# Garrett Hardin
Garrett James Hardin, född 21 april 1915 i Dallas, Texas, USA, död 14 september 2003, var en ledande amerikansk ekolog och från 1963 till pensionen 1978 professor i ekologi vid University of California, Santa Barbara. Han är framförallt berömd för sin artikel The Tragedy of the Commons, publicerad i tidskriften Science 1968. Han är också känd för Hardins första lag för mänsklig ekologi: "Vi kan aldrig göra bara en sak. Varje intrång i naturen har många effekter, varav många är oförutsägbara." Han är listad av Southern Poverty Law Center som en vit nationalist, vars publikationer var "uppriktiga i sin rasism och kvasifascistiska etnonationalism".

## Biografi
Hardin tog en kandidatexamen i zoologi vid University of Chicago 1936 och doktorsexamen i mikrobiologi vid Stanford University 1941 där hans avhandling undersökte symbios bland mikroorganismer. Han flyttade till University of California, Santa Barbara 1946 och var där professor i mänsklig ekologi från 1963 fram till sin (nominella) pensionering 1978. Han var bland de första medlemmarna i Society for General Systems Research.
Hardin, som led av en hjärtsjukdom och följderna av poliomyelit i barndomen, och hans hustru Jane, som led av amyotrofisk lateralskleros, var medlemmar i End-of-Life Choices, tidigare känt som Hemlock Society. De trodde på individers val när de skulle dö och tog båda sina liv i sitt hem i Santa Barbara i september 2003 strax efter sin 62:a bröllopsdag.
Hardin orsakade kontroverser för sitt motstånd mot invandring och sina möjliga kopplingar till den vita nationalistiska rörelsen. Southern Poverty Law Center (SPLC) noterade att Hardin suttit i styrelsen för Federation for American Immigration Reform (FAIR) och Social Contract Press och grundade antiimmigrationsrörelsen Californians for Population Stabilization och The Environmental Fund, som enligt SPLC "syftade till att påverka kongressen för en nativistisk och isolationistisk politik".
År 1994 var han en av 52 undertecknare av "Mainstream Science on Intelligence", en ledare skriven av Linda Gottfredson och publicerad i Wall Street Journal, som förklarade samförståndet mellan de undertecknade forskarna i frågor relaterade till ras och intelligens efter publiceringen av boken The Bell Curve.
Hardins sista bok The Ostrich Factor: Our Population Myopia (1999), är en varning om hotet mot jordens hållbara ekonomiska framtid från överbefolkning, krävde tvångsbegränsningar för "okvalificerade reproduktiva rättigheter" och hävdade att kvotering är en form av rasism.

### Erkännanden
Hardins bok Living Within Limits: Ecology, Economics, and Population Taboos, utgiven 1993, fick 1993 års Award in Science from the Phi Beta Kappa Society.